# Trenčín
Trenčín (Trencsén in ungherese, Trentschin in tedesco) è una città della Slovacchia, capoluogo del distretto e della regione omonimi. La città è situata sul fiume Váh, vicino al confine con la Repubblica Ceca.
È stata scelta per essere capitale europea della cultura nel 2026, insieme alla finlandese Oulu.

## Geografia
La città si estende lungo le rive del fiume Váh, a 128 km a nord-est della capitale slovacca Bratislava.

## Storia

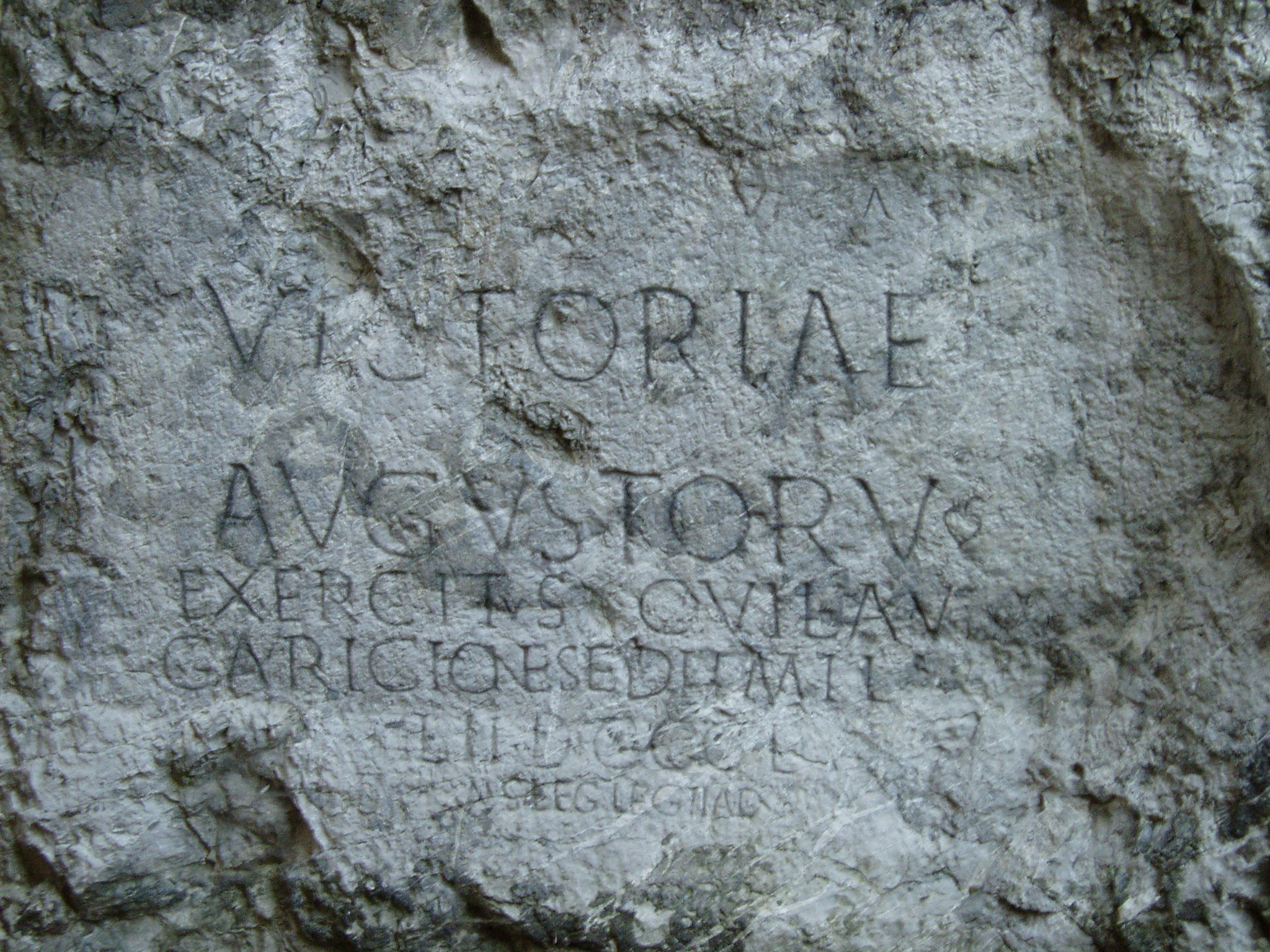
L'iscrizione romana a Trenčín

Il luogo in cui sorge la città è abitato da tempo immemore. Su una roccia sovrastante la città è stato costruito un tipico castello medievale fortificato; Trenčín è famosa per un'iscrizione romana nella roccia del castello che risale al 179, l'epoca delle guerre marcomanne, una serie di guerre avvenute tra l'Impero romano e i Quadi, tribù germanica. L'iscrizione denota la regione come Laugaricio ed è il riscontro più settentrionale della presenza dei soldati romani nell'Europa centrale. Con il nome greco di Leukaristos, Trenčín fu anche disegnata nella mappa del mondo di Tolomeo nel 150.
Il Castello di Trenčín, probabilmente fondato durante l'era della Grande Moravia, divenne un centro amministrativo della Contea di Trenčín dalla fine dell'XI secolo. Fu uno dei pochi castelli del Regno d'Ungheria che sopravvisse alle disastrose invasioni dei mongoli del 1241. Tra il 1302 e il 1321 il castello fu la residenza del magnate Matteo Csák, che controllava la maggior parte dell'odierna Slovacchia. Sfidando l'autorità del re Carlo Roberto, Csák mantenne una grande corte e perseguì la sua politica estera.
Nel 1335, nel Castello di Trenčín, si concluse il trattato fra Giovanni I di Boemia e suo figlio Carlo IV di Lussemburgo (futuro imperatore), da una parte, e Casimiro III di Polonia, re di Polonia, dall'altra, con il quale quest'ultimo rinunciava a tutte le pretese polacche sulla Slesia.
Trenčín conquistò un gran numero di privilegi durante il Medioevo: nel 1324 gli abitanti furono esentati dal pagare le tasse e nel 1412 il re Sigismondo di Lussemburgo promosse la città a "libera città reale". I secoli seguenti furono però nel segno della catastrofe e delle guerre, che durarono fino alla fine del XVIII secolo. Durante le battaglie degli Asburgo contro i ribelli di Giovanni Zápolya, la città fu conquistata nel 1528 dalle truppe imperiali e nel XVII secolo gli Ottomani costituirono un altro pericolo per la città, non riuscendo tuttavia a conquistarla. Nel 1790 la città, insieme al castello, fu incendiata e da allora sono rimaste solo le rovine del castello.
Nel XIX secolo la città si sviluppò, soprattutto quando furono costruite le ferrovie che conducono verso Žilina e Bratislava, favorendo l'insediamento di nuove imprese in particolare dell'industria tessile, alimentare e meccanica. La città divenne centro della regione di Považie, anche se nel 1867 fu degradata dallo status di "libera città reale" a "città con governo municipale", sotto il diretto controllo della Contea di Trenčín. La città si sviluppò ulteriormente durante l'era della prima repubblica di Cecoslovacchia: ridivenne il capoluogo della contea di Trenčín dal 1940 al 1945 durante il periodo della prima repubblica slovacca, stato fantoccio del Terzo Reich. Subito dopo l'insurrezione nazionale slovacca, la città fu occupata dalla Germania nazista e nella città stessa si insediarono i quartier generali della Sicherheitsdienst e della Gestapo, oltre a un campo di prigionia. La città fu conquistata dai sovietici il 10 aprile 1945.

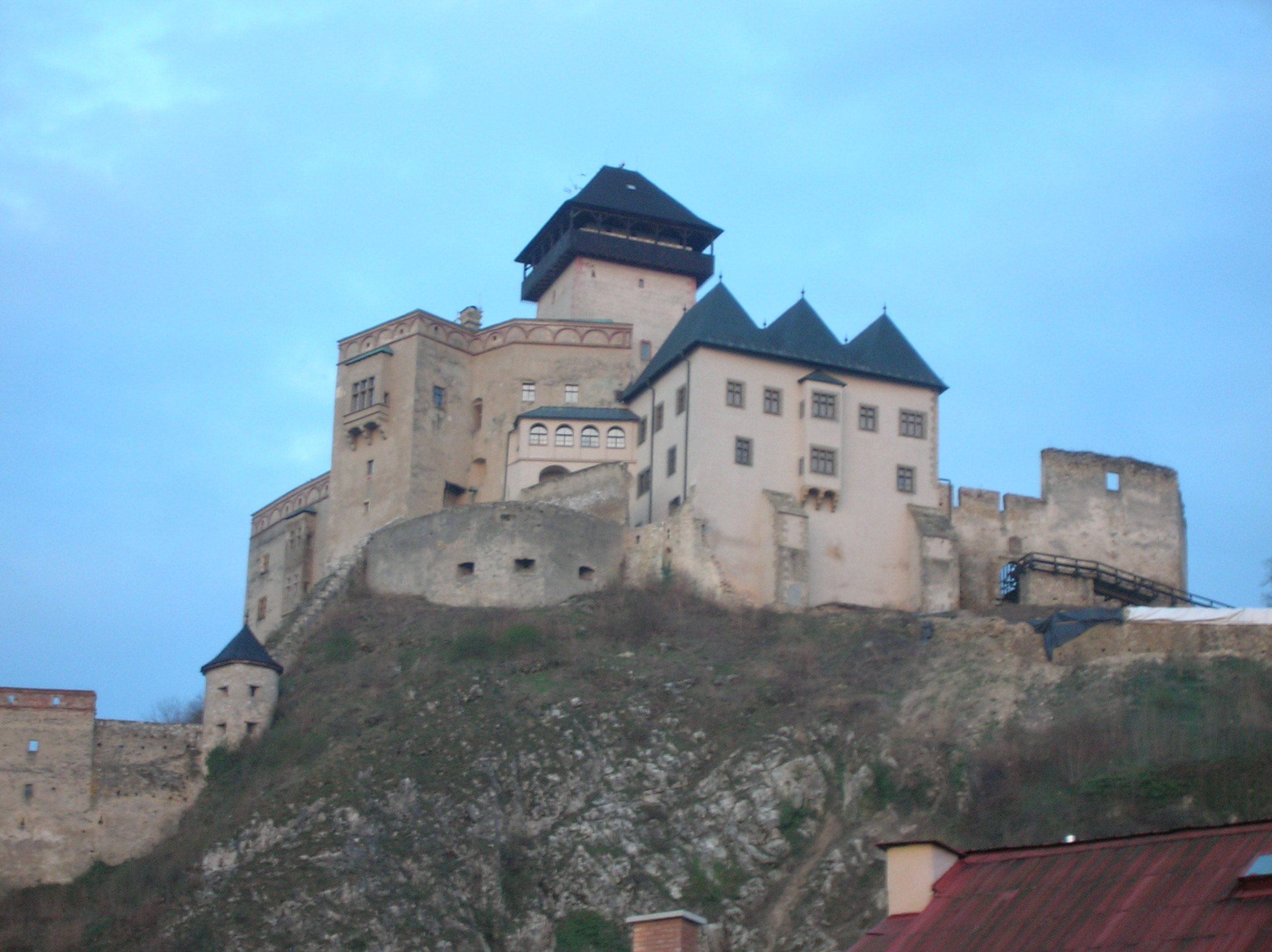
Castello di Trenčín

Dal 1990 il centro storico della città fu ristrutturato e dal 1996 la città è tornata ad essere il capoluogo della Regione di Trenčín e dell'omonimo distretto.

## Monumenti e luoghi d'interesse
- Castello di Trenčín è il terzo più grande della Slovacchia. La costruzione è suddivisa nella parte alta e la parte bassa, che presenta grandi fortificazioni. Il castello superiore si divide in diversi palazzi, che circondano la torre medievale centrale, il punto più alto della città. Sotto il castello, sul lato della collina, sorge un'antica chiesa parrocchiale e una piccola piazza quadrata, raggiunta da un'antica scalinata.
- Chiesa di San Francesco Xavier, barocca, situata sulla piazza principale
- Sinagoga di Trenčín, inaugurata nel 1913.

## Società
Secondo il censimento del 2001, il 65,8% degli abitanti erano cattolici, il 22,3% non dichiararono alcuna religione particolare, il 7,1% erano luterani. Il 95,3% degli abitanti erano slovacchi, e il 2,4% cechi.

## Infrastrutture e trasporti

### Strade
La principale via d'accesso alla città è l'autostrada D1 che attraversa la Slovacchia da ovest ad est.

### Ferrovie
La città è servita da una propria stazione ferroviaria posta lungo la linea Bratislava-Žilina. Costituisce anche il capolinea della linea ferroviaria per Prievidza.

## Divisione territoriale
Trenčín è divisa in quattro parti principali:
- Stred: Stred mesta, Dolné mesto, Dlhé Hony, Noviny, Biskupice
- Juh: Juh I-II
- Sever: Sihoť I-IV, Opatová nad Váhom, Pod Sokolice, Kubrá, Kubriská
- Západ: Zámostie, Kvetná, Istebník, Orechové, Zlatovce, Nové Zlatovce, Záblatie

## Amministrazione

### Gemellaggi
- Cran-Gevrier;
- Uherské Hradiště;
- Zlín;
- Tarnów;
- Casalecchio di Reno;
- Békéscsaba;
- Kragujevac.

## Sport

### Calcio
La squadra principale della città è il AS Trenčín, fondata nel 1992, che disputa le sue partite interne presso lo stadio na Sihoti.

## Galleria d'immagini

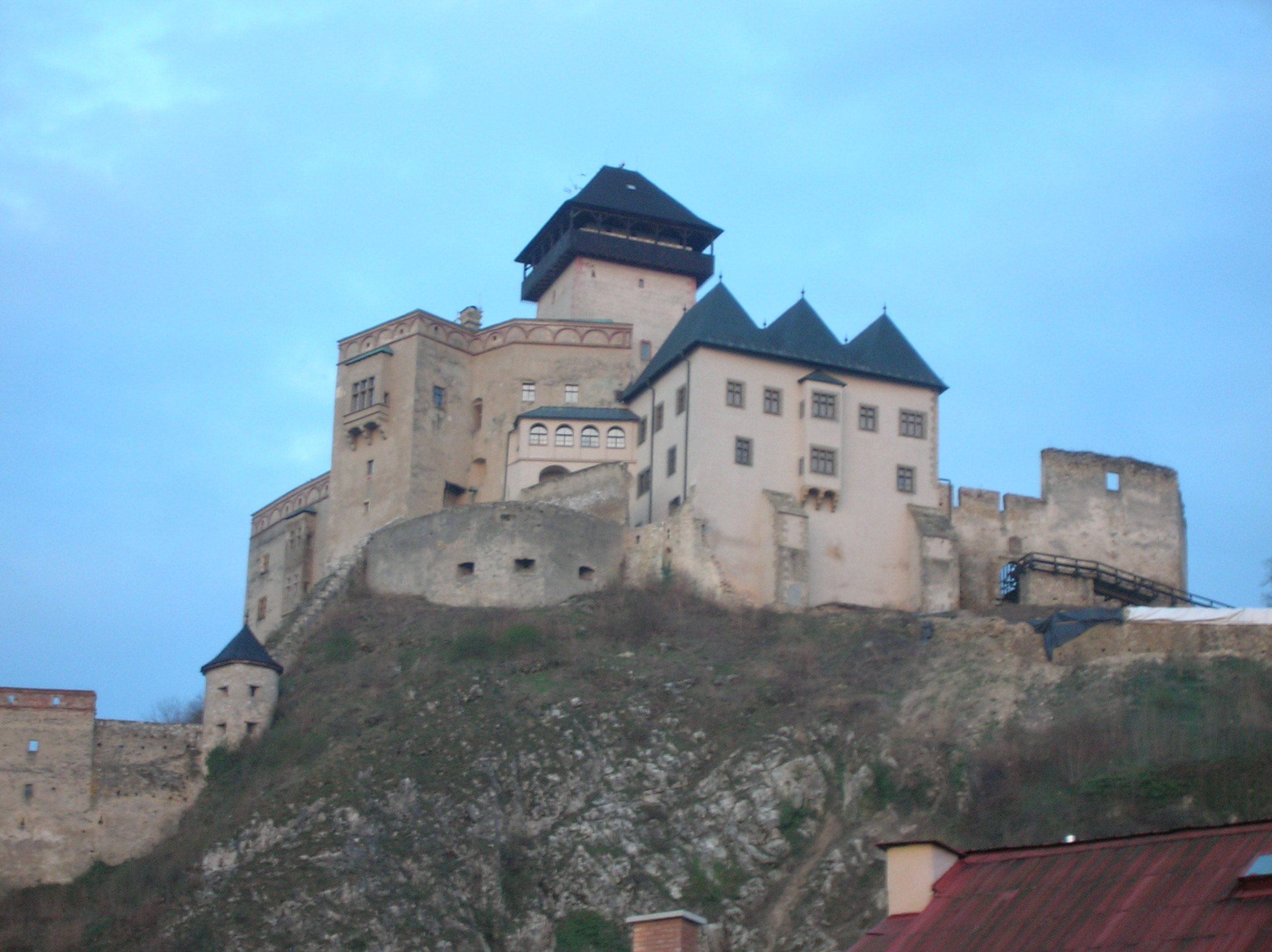
Castello di Trenčín
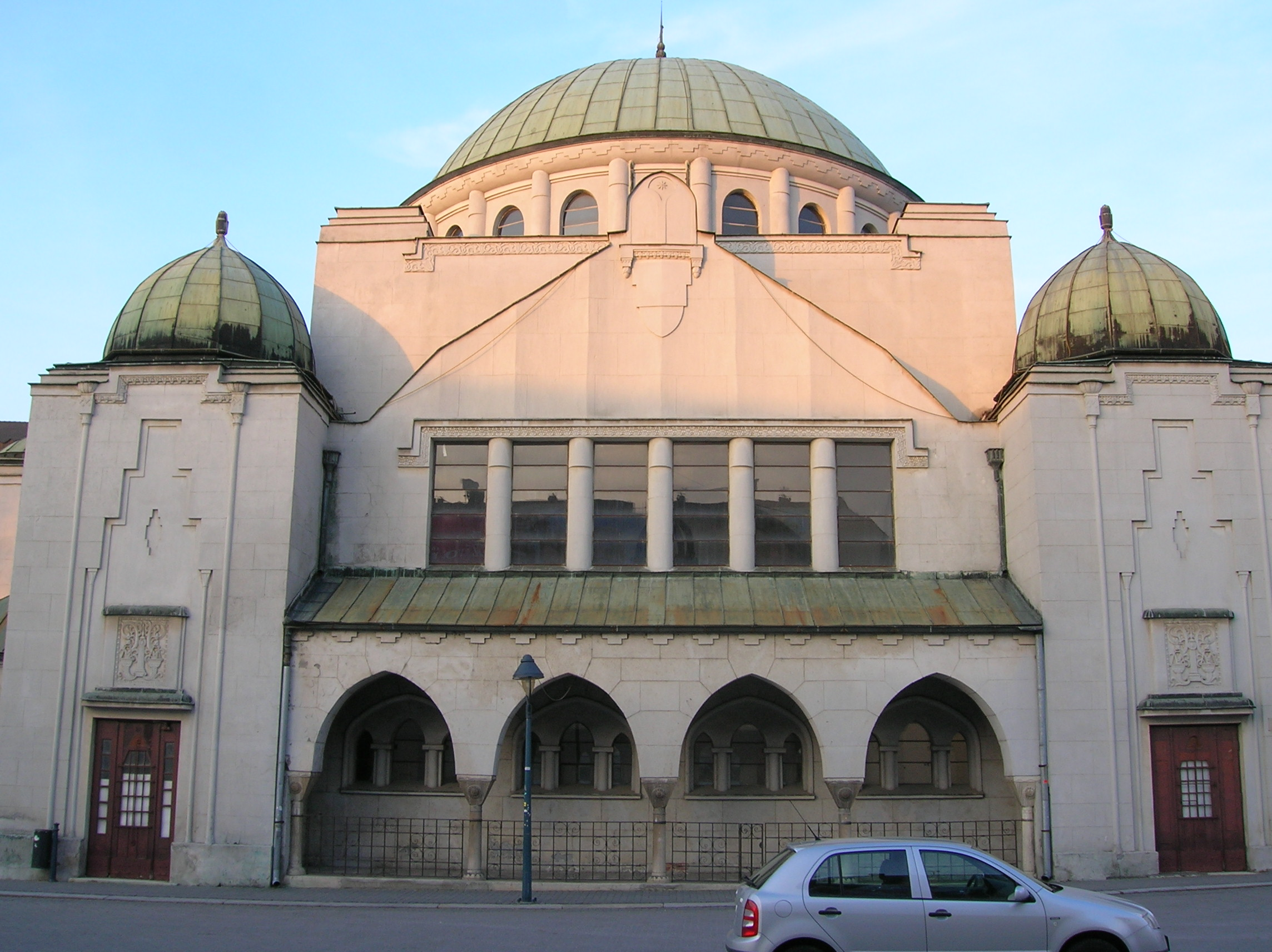
Sinagoga di Trenčín
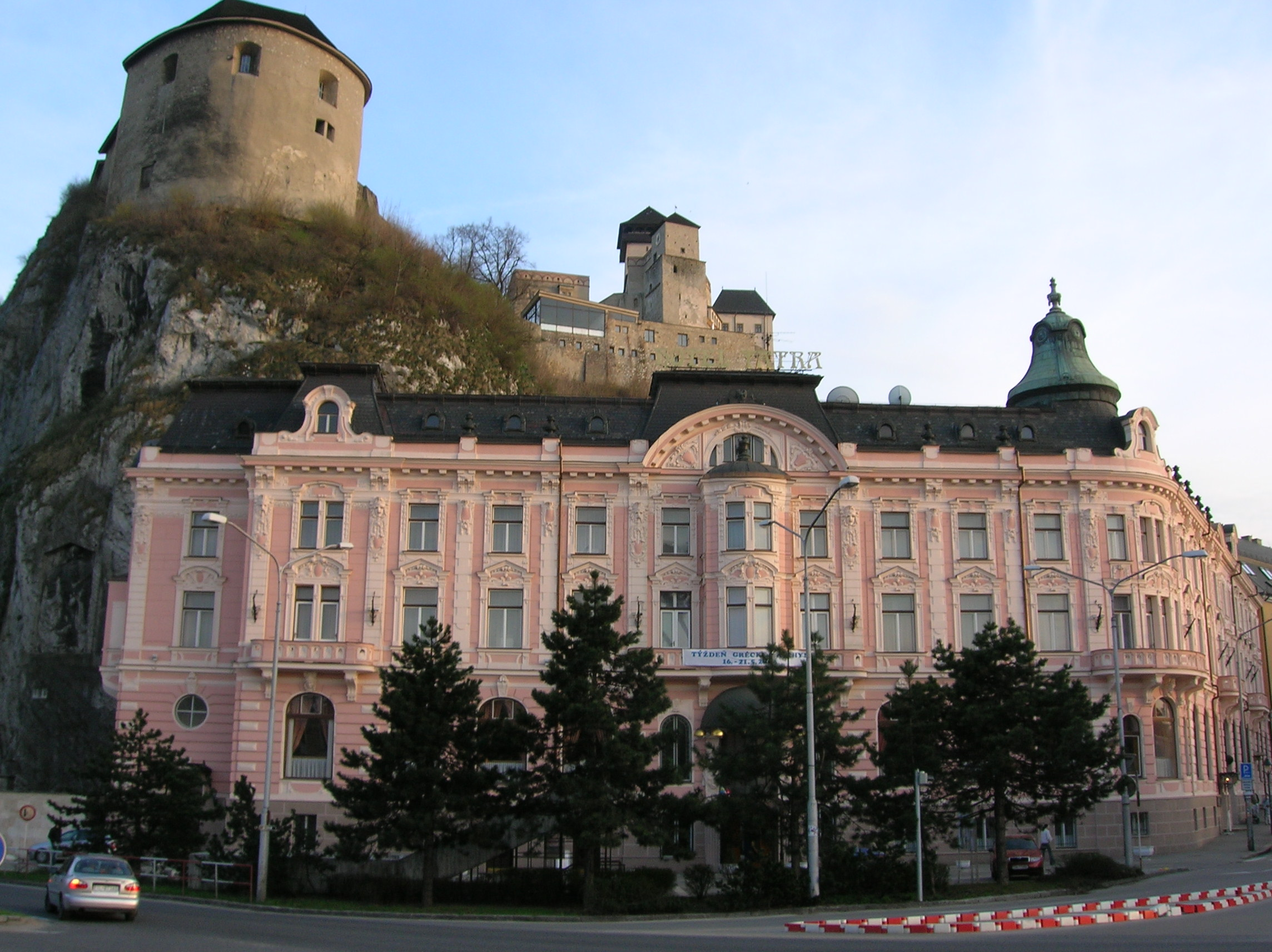
Hotel Tatra sotto il castello
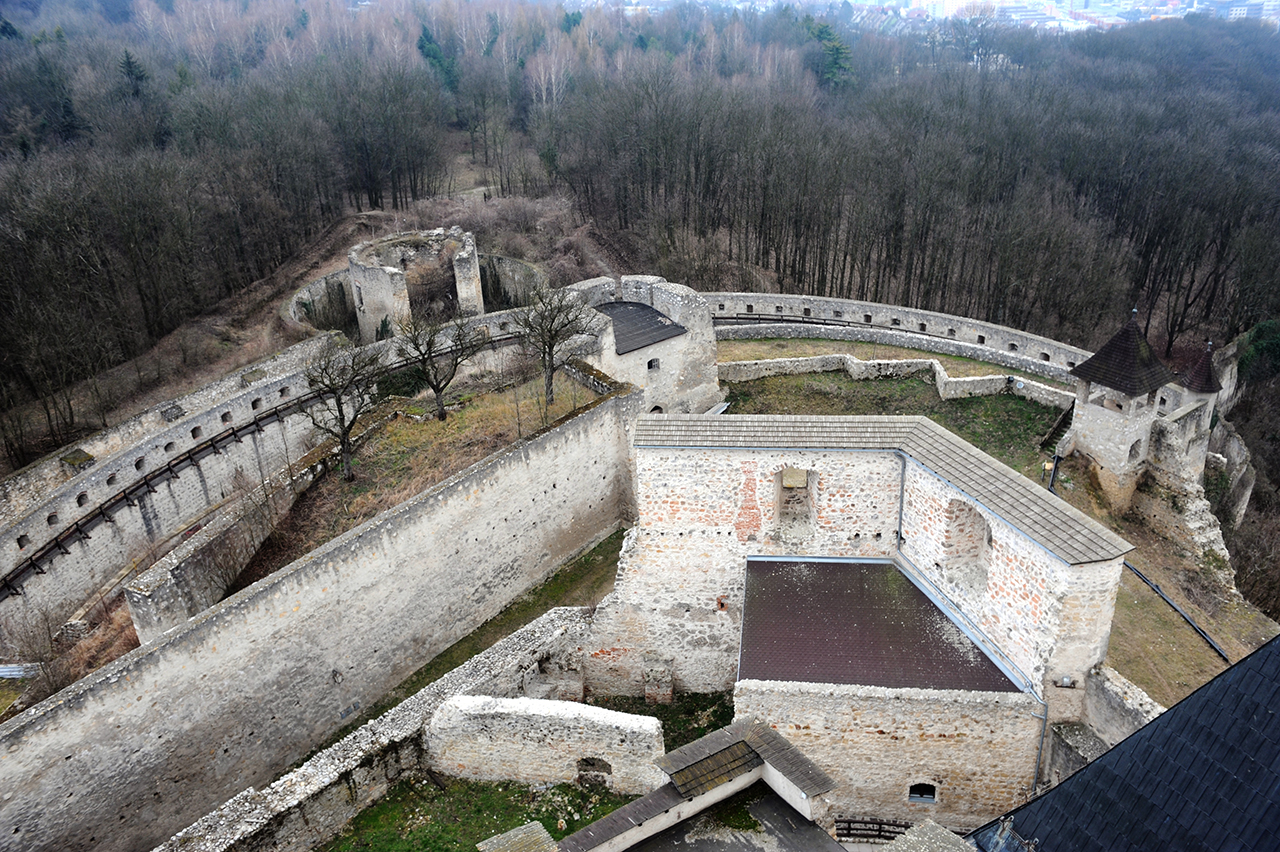
Fortificazioni
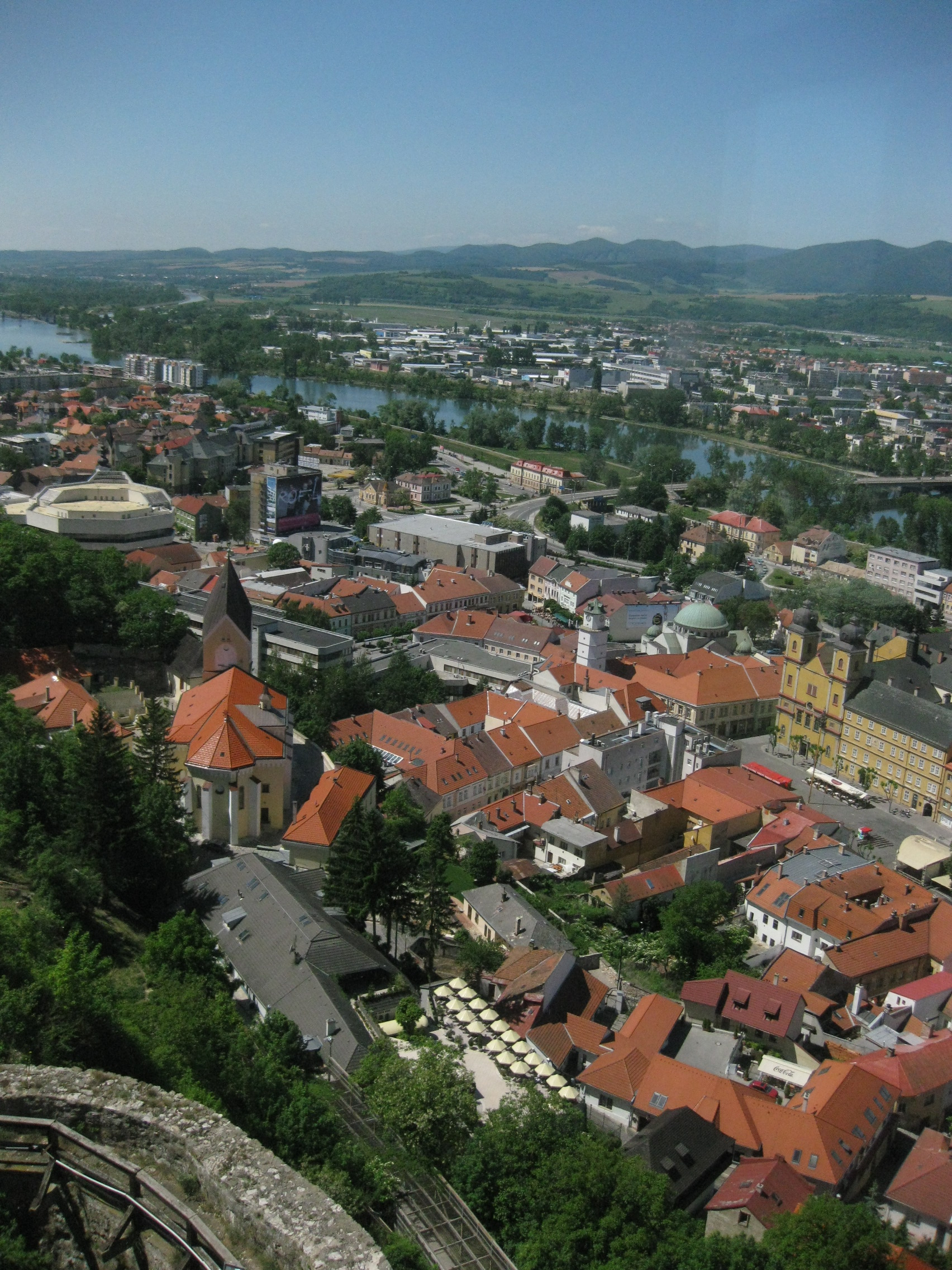
La città vista dal castello